# WRESAT
WRESAT (абревиатура от: Weapons Research Establishment Satellite) е първия австралийски изкуствен спътник. Спътникът е изстрелян на 29 ноември 1967 година с модифицирана американска ракета Редстоун от Уомера, Южна Австралия. Ракетата е дарена от САЩ (останала от програмата Спарта).
WRESAT е бил с тегло 45 kg, имал е форма на конус с дължина 1,59 m и диаметър в най-широката си част 0,76 m.
След извеждането си в орбита спътникът обикаля около Земята по полярна орбита. WRESAT влиза обратно в земната атмосфера на 10 януари 1968 г. и пада в Атлантическия океан. Спътникът е изпращал информация през първите 73 обиколки около Земята от общо 642 направени обиколки.